# 金川站 (黄海北道)
金川站（朝鲜语：／ Kŭmch'ŏn yŏk */?）是位于朝鮮民主主義人民共和國黄海北道金川郡的一個鐵路車站。屬於平釜線。

## 邻近车站
平釜线
汗浦站 - 金川站 - 鸡井站